# Simultane Raumschwelle
Als simultane Raumschwelle wird der kleinste Abstand zweier Punkte, die als solche haptisch wahrgenommen werden können, bezeichnet. Festgestellt werden diese Abstände mit Hilfe der Spitzen eines Tastzirkels.

## Simultane Raumschwellen verschiedener Körperregionen

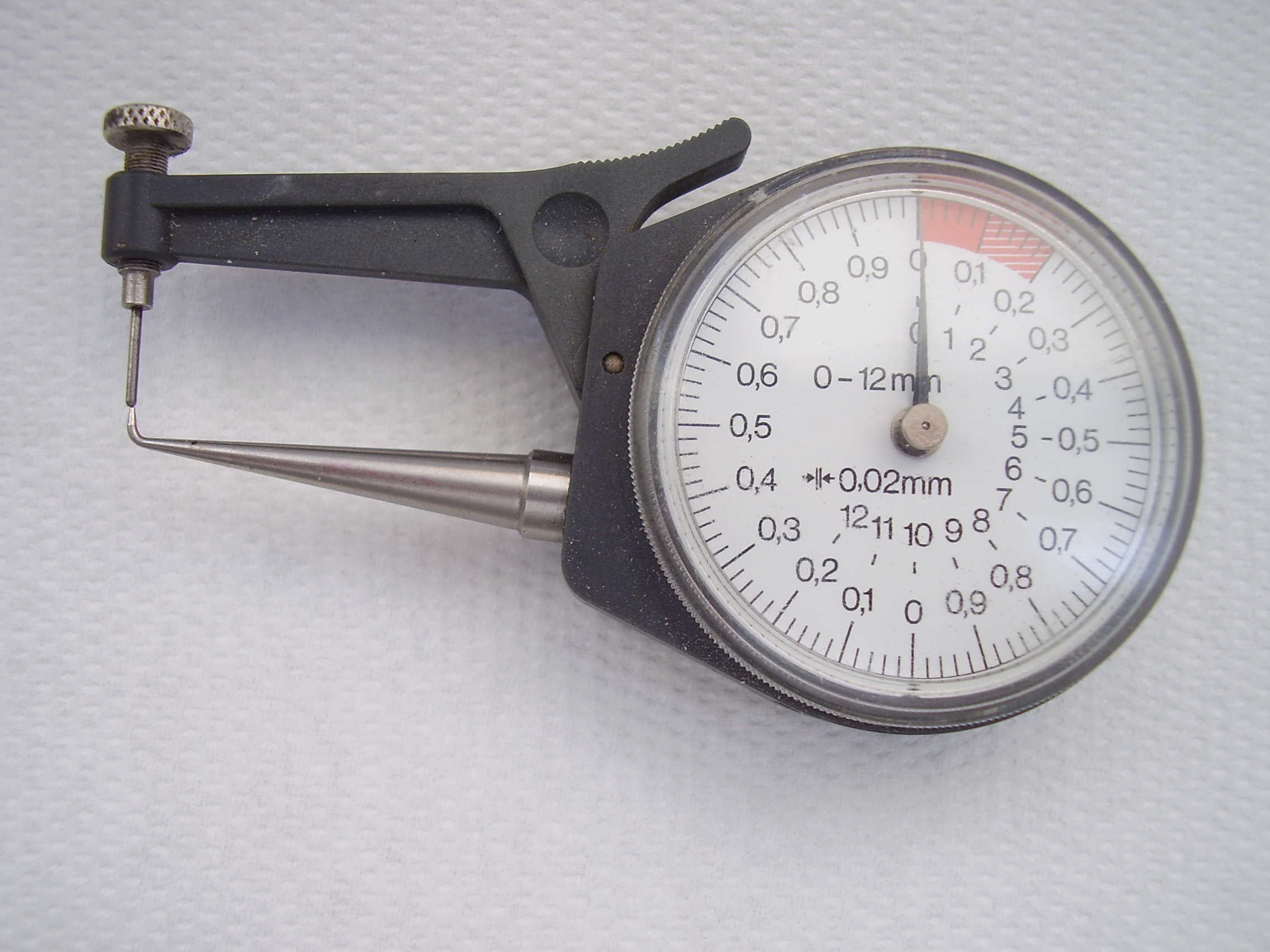
Tastzirkel zur Messung der simultanen Raumschwelle

Je höher die Dichte der Mechanorezeptoren, desto höher ist das räumliche Auflösungsvermögen des Tastsinns und gleichzeitig kleiner die simultane Raumschwelle. Nach einem Modell von Robert F. Schmidt und Hans-Georg Schaible 2001 liegen die höchsten Werte mit etwa 60 mm am Rücken und am Oberschenkel. An Fingerspitzen und auf der Zunge betragen diese lediglich ca. 1,5 bis 3 mm.